# Völschow
Völschow település Németországban, Mecklenburg-Elő-Pomeránia tartományban. Lakosainak száma 514 fő (2023. december 31.).

## Népesség
A település népességének változása:
| Lakosok száma | 475  | 483  | 516  | 514  | 514  |
|               | 2017 | 2019 | 2021 | 2022 | 2023 |